# Leptogium pecten
Leptogium pecten är en lavart som beskrevs av F. Wilson. Leptogium pecten ingår i släktet Leptogium och familjen Collemataceae.   Inga underarter finns listade i Catalogue of Life.